# Ngụy Chiêu vương
Ngụy Chiêu vương (chữ Hán: 魏昭王, trị vì: 295 TCN – 277 TCN), tên thật là Ngụy Sắc (魏遫) hay Ngụy Chính, là vị vua thứ năm nước Ngụy - chư hầu nhà Chu thời Chiến Quốc trong lịch sử Trung Quốc.

## Sự nghiệp
Ngụy Chính là con Ngụy Tương vương – vua thứ 4 nước Ngụy. Năm 296 TCN, Ngụy Tương Ai vương mất, Ngụy Chính lên nối ngôi, tức là Ngụy Chiêu vương.
Năm 295 TCN, nước Ngụy xảy ra chiến tranh với nước Tần, bị Tần chiếm mất Tương Thành. Chiến sự kéo dài sang năm sau, quân Ngụy vẫn gặp bất lợi. Trong tình thế bức bách, Ngụy Chiêu vương bèn liên minh với Hàn Ly vương cùng chống Tần. Năm 293 TCN, Tần Chiêu Tương vương sai Bạch Khởi cầm quân chống lại liên quân Hàn-Ngụy ở Y Khuyết. Liên quân Ngụy-Hàn bị Bạch Khởi đánh cho đại bại, bị chém 24 vạn quân, tướng Công Tôn Hỷ bị bắt sống, 5 thành bị san phẳng. Nước Ngụy bị mất 400 dặm đất Hà Đông về tay Tần.
Năm sau, Bạch Khởi lại đánh thắng quân Ngụy, chiếm Viên Thành của Ngụy rồi trả lại.
Năm 289 TCN, Ngụy lại bị Tần đánh chiếm 16 thành lớn nhỏ. Năm 287 TCN, Tần lại chiếm Tân Viên và Khúc Dương của nước Ngụy.
Năm 286 TCN, vì Tống Khang vương lấn đất của cả Ngụy, Sở và Tề, Ngụy Chiêu vương theo kêu gọi của Tề Mẫn vương, cùng nhau đánh Tống. Quân 3 nước đánh bại giết chết vua Tống, chia đất Tống làm 3.
Năm 285 TCN, do tranh chấp đất đai ở Tống với Điền Tề, Ngụy Chiêu vương theo kêu gọi của Yên Chiêu vương, bèn liên minh với Yên, cùng các nước Tần, Triệu, Hàn tấn công Tề Mẫn vương. Vua Tề bỏ chạy và cuối cùng bị giết, nước Tề bị Yên chiếm đóng trong vài năm.
Tuy vừa cùng nhau liên minh đánh Tề nhưng sang năm Ngụy và Tần lại xảy ra chiến tranh. Khi quân Tần tiến đến Đại Lương thì quân Yên và Triệu đến giải vây, quân Tần phải rút lui.
Năm 277 TCN, Ngụy Chiêu vương qua đời. Ông ở ngôi 19 năm. Con ông là Ngụy Tốc lên nối ngôi, tức là Ngụy An Ly vương.